# Теннисон, Константин Александрович
Константин Александрович Теннисон (Tennyson; 1873—1950) — кораблестроитель, конструктор и старший строитель первого эскадренного миноносца нового типа «Новик», по проекту которого было построено 30 эсминцев; автор статей по вопросам военного и гражданского судостроения, инженер-полковник Корпуса корабельных инженеров.

## Ранние годы
Константин Александрович Теннисон родился 23 июня 1873 года.
В службе с 1892 года. После окончания в 1895 году кораблестроительного отделения Технического училища Морского ведомства в Кронштадте был произведён в младшие помощники судостроителя. Проходил службу в кораблестроительном отделе Морского технического комитета, инспектировал и проводил консультации по вопросам эксплуатации судов, участвовал в создании проектов и наблюдением за строительством кораблей, разбирал случаи аварий на флоте. В 1898 году окончил Николаевскую морскую академию и был прикомандирован к Кронштадтскому порту.
Летом 1900 года К. А. Теннисон был командирован в Европу и Америку. Вместе с главным инспектором кораблестроения Н. Е. Кутейниковым и помощником инспектора классов Морского инженерного училища корабельным инженером Г. Ф. Шлезингером, принял участие в объезде верфей, где строились русские корабли. Возвратившись в Россию Теннисон в 1901 году составил отчёт об этой поездке.
7 января 1902 года К. А. Теннисон был назначен исполняющим должность начальника статистической части при кораблестроительном отделе Морского технического комитета. В 1905—1906 годах старший делопроизводитель кораблестроительного отдела Морской технической комитета Константин Теннисон был командирован в Англию, где выполнял обязанности наблюдающего за строительством крейсера «Рюрик» на верфи фирмы «Виккерс» в Барроу-ин-Фёрнесс. В январе 1907 года Теннисона сменил младший судостроитель подполковник А. П. Титов.

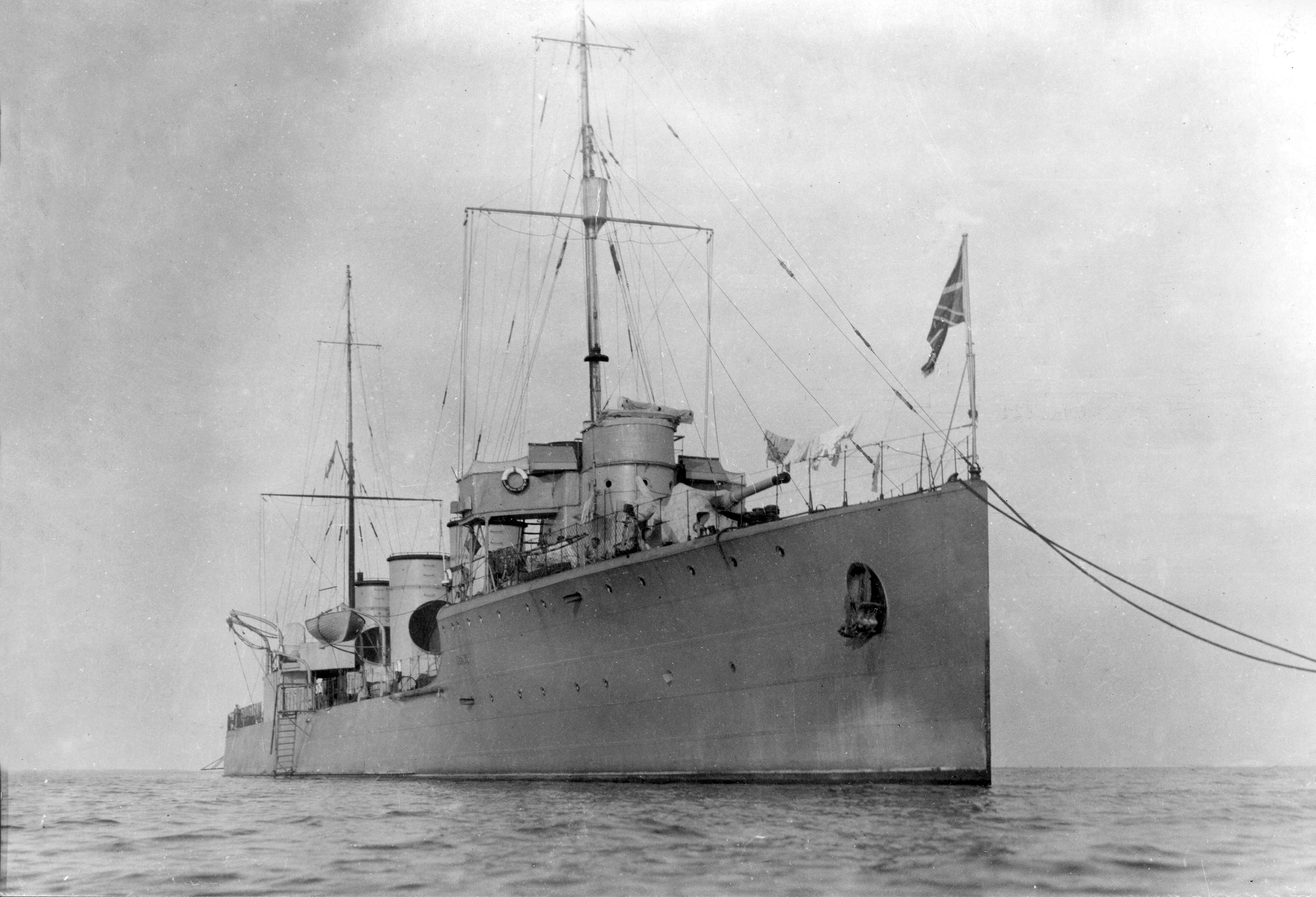
Эскадренный миноносец «Новик»

В 1909 году «Особый комитет по усилению военного флота на добровольные пожертвования» объявил конкурс на разработку проекта быстроходного эскадренного миноносца с турбинными двигателями. В конкурсе приняли участие Адмиралтейский, Невский и Путиловский заводы. В результате победил проект Путиловского завода, сочетавший в себе максимальную вооружённость и наилучшую мореходность судна. Этот проект был составлен заведующим судостроительного отделения Путиловского завода подполковником К. Теннисоном. Он же и был назначен старшим строителем и конструктором корабля, который был заложен летом 1910 года на Гутуевском острове Санкт-Петербурга. Паротурбинный эсминец 2-го ранга получил имя «Новик» и стал образцом для строительства целой серии быстроходных турбинных эсминцев русского флота с мощной артиллерией и торпедным вооружением. Осенью 1913 года головной корабль вступил в строй и считался самым быстроходным для своего времени.
Роль, которую сыграл «Новик», трудно переоценить. Он был этапным кораблём, ставшим в своём классе своеобразным эталоном на последующее десятилетие. Впервые в Российском флоте на эскадренном миноносце появились мощные паровые турбины и чисто нефтяные котлы, был преодолён 36-узловой рубеж скорости. Впервые его корпус был собран по продольной системе набора. На нём впервые установили необычайно мощное на то время вооружение.
С 12 декабря 1913 года Теннисон находился в чине за пребыванием в запасе. Работал корабельным инженером Петербургского порта, преподавателем в Ремесленном училище цесаревича Алексея, состоял в Обществе морских инженеров. В 1914—1918 годах избирался гласным Петроградской городской Думы. В 1917 году являлся членом комиссия по муниципальным вопросам Петроградской городской думы для выработки партийной платформы и руководства городскими выборами.
В 1900—1917 годах являлся прихожанином Лютеранской церкви Святого Михаила, неоднократно избирался в члены церковного совета.

## Эмиграция
В 1918 году К. А. Теннисон вместе с женой Марией Владимировной (урожд. Лапиной) и 5-летним приёмным сыном Константином эмигрировал сначала в Сан-Франциско (США), а затем во Францию. В 1924—1930 годах, проживая в Париже, Теннисон был членом Общества бывших воспитанников Морского инженерного училища и помогал своим соотечественникам.
В 1930 году К. А. Теннисон с семьёй переехал в Лондон, где и скончался 12 декабря 1950 года.

## Награды
- Орден Святого Станислава 3 степени (14 апреля 1902)[1],
- Орден Святой Анны 3 степени (6 декабря 1904)[3],
- Светло-бронзовая медаль «В память 200-летия морского сражения при Гангуте» (1915)[3],
- Золотой Знак Петроградского археологического института (1903)[3].